# Мартиньер, Стефан
Стефа́н Мартинье́р (фр. Stephan Martinière; род. 3 мая 1962, Париж) — французский художник и мультипликатор, работающий в жанрах научной фантастики и фэнтези.

## Биография
Стефан Мартиньер родился 3 мая 1962 года в Париже, Франция. Окончил Chambre De Commerce Les Gobelins — одну из самых известных художественных школ Парижа. По окончании поступил в школу анимации, но посреди учёбы устроился на работу в компанию DiC Entertainment и уехал в Японию работать над мультсериалом «Инспектор Гаджет».
Поселившись в Калифорнии, Стефан остался в DiC Entertainment в качестве режиссёра анимации и снял сотни эпизодов мультсериалов «Где Уолли?» и «Денис-непоседа». 5 его получасовых музыкальных спецвыпусков шоу «Мадлен» были номинированы на премию Эмми, были включены в Зал Славы детской музыки и удостоены премий Humanitas, A.C.T. и Parents' Choice Award. В 1994—1997 годах Стефан также рисовал воскресные выпуски «Где Уолли?».
Анимационные работы привели его в Голливуд, где он работал над такими художественными фильмами, как «Жена астронавта», «Красная планета», «Я, робот» и «Звёздные войны» (эпизоды II и III).
Кроме того, Стефан также принял участие в разработке концептуального дизайна для тематических парков. Его клиентами были Universal Studios (аттракцион «Парк Юрского периода»), Paramount Pictures (аттракцион «Звёздный путь»), Landmark и Rhythm&Hues.
Из Лос-Анджелеса он переехал в Спокан, штат Вашингтон, где в 2001—2004 работал в Cyan Worlds над игрой Uru: Ages Beyond Myst. В 2004 он принял приглашение на работу в Midway Games и уехал в Чикаго, где до 2007 года работал над игрой Stranglehold.
Мартиньер оформлял коллекционные карты для игры Magic: The Gathering.
В 2008 году Стефан Мартиньер обосновался в Далласе, штат Техас, где работал в id Software над игрой «Rage» в качестве арт-директора.